# 가톨릭 교토 교구
가톨릭 교토 교구(일본어: カトリック京都教区, 라틴어: Dioecesis Kyotensis)는 오사카 관구의 교구이다

## 연혁
- 1937년 6월 17일, 오사카 교구 중 교토 부, 나라 현, 미에 현, 시가 현의 1부 3현을 분리, 쿄토지목구로 설립되어 미국의 메리노르 선교회에 위탁되었다. 초대 지목구장은 방 파트리치오 신부였다.
- 1940년, 방 파트리치오 신부가 사임하여, 후임으로 후루야 요시유키 신부가 지목구장이 되었다.
- 1951년 7월 12일, 쿄토 지목구가 교구로 승격, 교토 교구가 되었다.
- 1951년 9월 21일에 후루야 신부가 초대 주교로 서품되었다.
- 1976년, 후루야 주교가 교구장을 사임했다.
- 1976년 7월 8일, 다카마쓰 교구의 타나카 켄이치 신부가 교구장에 임명되었다.
- 1976년 9월 23일, 타나카 켄이치 신부가 주교에 서품되어 교구장으로 착좌했다.
- 1997년 4월, 타나카 주교가 건강상의 이유로써 은퇴하게 되어, 후임에 오쓰카 신부가 임명되었다.
- 1997년 6월 15일, 오쓰카 신부가 주교에 서품되어 교구장으로 착좌했다.

## 관할 구역
교토부(京都府), 나라현(奈良県), 미에현(三重県), 시가현(滋賀県)

## 역대 지목구장
- 초대 방 파트리치오 신부(Patrick Joseph Byrne) (1937.03.19 – 1940.10.10)
- 2대 푸르야 요시유키(바오로) 주교 (古屋義之, 1940 – 1951.07.12)

## 역대 교구장
- 초대 후루야 요시유키(바오로) 주교 (古屋義之, 1951.07.12 ~ 1976.07.08)
- 2대 다나카 켄이치(레이몬드) 주교 (田中健一, 1976.07.08 ~ 1997.03.03)
- 3대 오쓰카 요시아노(바오로) 주교 (大塚喜直, 1997.03.03 ~)